# Nola sperata
Nola sperata är en fjärilsart som beskrevs av William Schaus 1912. Nola sperata ingår i släktet Nola och familjen trågspinnare. Inga underarter finns listade i Catalogue of Life.